# Павлово-Косьцельне
Павлово-Косьцельне (пол. Pawłowo Kościelne) — село в Польщі, у гміні Черниці-Борові Пшасниського повіту Мазовецького воєводства.
Населення — 271 особа (2011).
У 1975-1998 роках село належало до Цехановського воєводства.

## Демографія
Демографічна структура станом на 31 березня 2011 року:
|          | Загалом | Допрацездатний вік | Працездатний вік | Постпрацездатний вік |
| -------- | ------- | ------------------ | ---------------- | -------------------- |
| Чоловіки | 136     | 38                 | 81               | 17                   |
| Жінки    | 135     | 23                 | 74               | 38                   |
| Разом    | 271     | 61                 | 155              | 55                   |